# Listă de organizații guvernamentale din România
Aceasta este o listă de organizații, autorități și instituții guvernamentale din România

## Organizații guvernamentale naționale
- Administrația Fondului de Mediu — AFM Arhivat în 6 decembrie 2008, la Wayback Machine.
- Administrația Națională a Penitenciarelor
- Administrația Națională a Rezervelor de Stat și Probleme Speciale
- Administrația Rezervației Biosferei Delta Dunării (ARBDD)
- Aeroclubul României
- Agenția de Administrare a Rețelei Naționale de Informatică pentru Educație și Cercetare — roedu.net
- Agenția de Credite pentru Studenții din Instituțiile de Învățământ Superior de Stat și Particular Acreditate
- Agenția Națională a Funcționarilor Publici — fostă INA
- Agenția Națională a Medicamentului — ANM
- Agenția Națională a Zonei Montane —
- Agenția Nucleară și pentru Deșeuri Radioactive — ANDR (sau ANDRAD)
- Agenția Națională pentru Arii Naturale Protejate — ANAP Arhivat în 5 martie 2010, la Wayback Machine.
- Arhivele Naționale — www.arhivelenationale.ro Arhivat în 26 august 2008, la Wayback Machine.
- Arhiva Națională de Filme
- Asociația Municipiilor din România — AMR
- Asociația Orașelor din România — AOR
- Autoritatea Feroviară Română (AFER)
- Autoritatea Națională de Reglementare pentru Serviciile Comunitare de Utilități Publice — ANRSC Arhivat în 12 iulie 2011, la Wayback Machine.
- Autoritatea Națională de Supraveghere a Prelucrării Datelor cu Caracter Personal — ANSPDCP
- Autoritatea Națională pentru Controlul Explozibililor
- Autoritatea Națională pentru Reglementarea și Monitorizarea Achizițiilor Publice (ANRMAP)
- Autoritatea Națională Sanitar-Veterinară și pentru Siguranța Alimentelor (ANSVSA)
- Autoritatea pentru Coordonarea Instrumentelor Structurale — ACIS
- Autoritatea Română pentru Silvicultură — ARS

- Biroul Român de Metrologie Legală — BRML

- Centrul de Formare și Inovație pentru Dezvoltare în Carpați — CEFIDEC Arhivat în 16 septembrie 2011, la Wayback Machine.
- Centrul Național pentru Managementul Societății Informaționale — CNMSI Arhivat în 25 august 2011, la Wayback Machine.
- Centrul Național ”România Digitală” — CNRD Arhivat în 12 iulie 2010, la Wayback Machine.
- Centrul Național al Cinematografiei — www.cncinema.abt.ro Arhivat în 29 mai 2010, la Wayback Machine.
- Comisia Națională pentru Controlul Activităților Nucleare — CNCAN
- Consiliul Național de Atestare a Titlurilor, Diplomelor și Certificatelor Universitare —  Arhivat în 7 decembrie 2008, la Wayback Machine.
- Consiliul Național de Formare Profesională a Adulților — CNFPA
- Direcția pentru Evidența Persoanelor și Administrarea Bazelor de Date
- Direcția Generală de Administrare a Marilor Contribuabili
- Institutul de Cercetări și Amenajări Silvice — ICAS
- Inspectoratul de Stat în Construcții — ISC Arhivat în 12 decembrie 2010, la Wayback Machine.
- Inspectoratul General pentru Situații de Urgență — IGSU Arhivat în 25 decembrie 2014, la Wayback Machine.
- Inspecția de Stat pentru Controlul Cazanelor, Recipientelor sub Presiune și Instalațiilor de Ridicat — ISCIR
- Institutul de Fizică și Inginerie Nucleară - Horia Hulubei — IFN
- Institutul de Cercetări pentru Pedologie și Agrochimie — ICPA
- Institutul de Investigare a Crimelor Comunismului și Memoria Exilului Românesc
- Institutul Național al Patrimoniului
- Institutul Național de Cercetare Dezvoltare în Turism — INCDT
- Institutul Național de Cercetare-Dezvoltare Agricolă Fundulea — INCDA
- Institutul Național de Cercetare-Dezvoltare pentru Securitate Minieră și Protecție Antiexplozivă — INSEMEX
- Institutul Național de Cercetare în domeniul Muncii și Protecției Sociale — INCSMPS Arhivat în 29 mai 2010, la Wayback Machine.
- Institutul Național Român pentru Studiul Amenajării și Folosirii Surselor de Energie — IRE
- Oficiul de Compensare pentru Achiziții de Tehnică Specială
- Laboratorul Național de Cercetare în Domeniul Conservării și Restaurării Patrimoniului Cultural Național Mobil — www.patrimoniul-cultural.ro[nefuncțională]
- Registrul Auto Român — RAR
- Societatea Română Pentru Asigurarea Calității — SRAC
- Uniunea Națională a Consiliilor Județene din România — UNCJR

- Agenția Română pentru Conservarea Energiei
- Autoritatea Națională de Reglementare pentru Serviciile Publice de Gospodărire Comunală
- Inspectoratul Județean pentru Conservarea Energiei
- Oficiul de Mobilizare a Economiei
- Pregătirea Teritoriului pentru Apărare

- Parchetul General

## Organizații guvernamentale din București
- Administrația Cimitirelor și Crematoriilor Umane din București
- Administrația Monumentelor și Patrimoniului Turistic — AMPT
- Administrația Spitalelor și Serviciilor Medicale din București
- Administrația Lacuri, Parcuri și Agrement București — ALPAB
- Direcția de Sănătate Publică București — DPSB
- Direcția Generală de Asistență Socială a municipiului București — DGAS
- Administrația Străzilor București — ASB

## Comisii de supraveghere
- Comisia Națională a Valorilor Mobiliare (CNVM)
- Comisia de Supraveghere a Asigurărilor (CSA)
- Comisia de Supraveghere a Sistemului de Pensii Private (CSSPP)
- Comisia Națională pentru Siguranța Barajelor și Lucrărilor Hidrotehnice (CONSIB)

## Portaluri ale administrației centrale
- Guvernul României (www.guv.ro) Arhivat în 23 septembrie 2020, la Wayback Machine.
- Camera Deputaților (www.cdep.ro) Arhivat în 24 februarie 2016, la Wayback Machine.
- Portalul național de Administrație Publică (www.administratie.ro)

## Site-uri ale Guvernului
- http://www.fonduri-ue.ro/
- Lista celor 244 de agenții, regii, companii naționale și autorități aflate în subordinea guvernului, 13 oct 2008, Iulian Anghel, Ziarul financiar